# Aristolochia pistolochia
Aristolochia pistolochia L. – gatunek rośliny z rodziny kokornakowatych (Aristolochiaceae Juss.). Występuje naturalnie w Afryce Północnej i Europie Południowej (południowa część Francji, Hiszpania, Portugalia, Korsyka, Sardynia. We Francji maksymalny zasięg występowania jest do departamentów Alpy Wysokie, Drôme oraz południowej części Aveyron.

## Morfologia

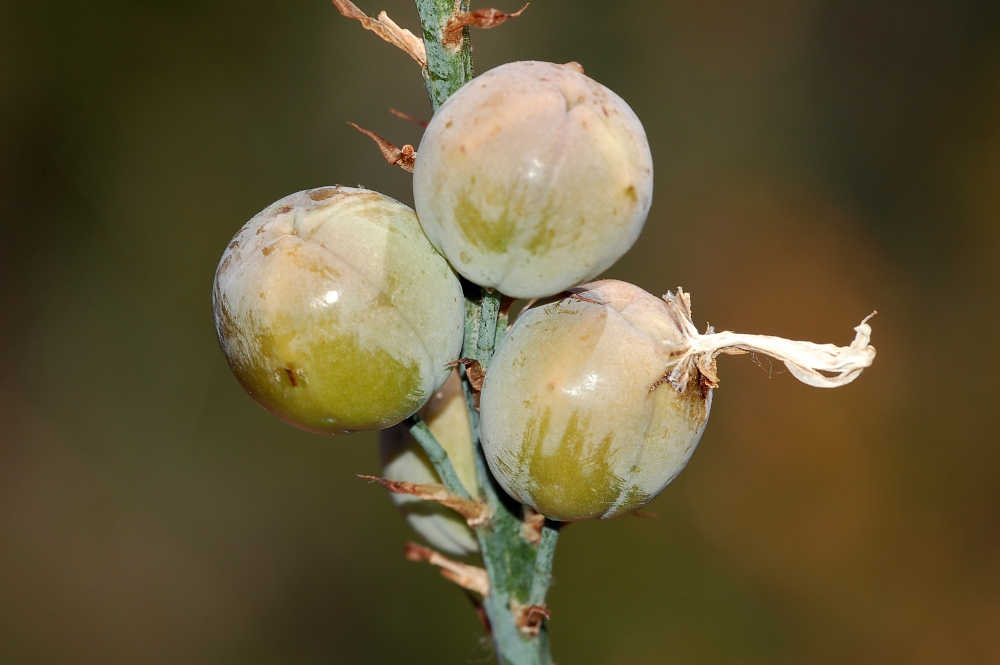
Owoce

PokrójBylina o owłosionych pędach. Dorasta do 30 cm wysokości.
KorzeńJest włóknisty. Są smukłe, mniej lub bardziej rozgałęzione.
LiścieMają sercowaty lub owalnie trójkątny kształt. Mają 2–3 cm długości. Z widocznymi nerwami. Brzegi są mniej lub bardziej ząbkowane.
KwiatyPojedyncze. Mają brunatną barwę i 25–30 mm długości. Mają kształt wygiętej tubki.
OwoceTorebki o zaokrąglonym kształcie. Są zwisające.

## Biologia i ekologia
Rośnie na terenach suchych i skalistych oraz na podłożu wapiennym. Kwitnie od kwietnia do czerwca.